# Viana do Castelo (Santa Maria Maior e Monserrate) e Meadela
Viana do Castelo (Santa Maria Maior e Monserrate) e Meadela est une paroisse civile portugaise (en portugais : freguesia) de la municipalité de Viana do Castelo, dans le district de Viana do Castelo.
Son nom officiel est União das freguesias de Viana do Castelo (Santa Maria Maior e Monserrate) e Meadela. Elle est créée par la loi no 11-A/2013 du 28 janvier 2013 portant réorganisation administrative du territoire des freguesias, en fusionnant les paroisses de Santa Maria Maior, Monserrate et Meadela. Son siège est à Viana do Castelo (Santa Maria Maior).
Lors du recensement de 2021, Viana do Castelo (Santa Maria Maior e Monserrate) e Meadela compte 25 157 habitants. C'est ainsi la freguesia la plus peuplée de la municipalité de Viana do Castelo.